# Bracon scabriusculus
Bracon scabriusculus är en stekelart som beskrevs av Dalla Torre 1898. Bracon scabriusculus ingår i släktet Bracon och familjen bracksteklar. Utöver nominatformen finns också underarten B. s. maximus.